# Can Martorell
Can Martorell és una obra del municipi de Sant Esteve de Palautordera (Vallès Oriental) inclosa en l'Inventari del Patrimoni Arquitectònic de Catalunya.

## Descripció
Edifici petit, amb planta baixa i un pis. Té diversos annexes pel bestiar. La coberta és a dues vessants. La façana conserva una porta d'entrada amb arc de mig punt fet amb pedres i a sobre hi ha una finestra quadrada amb una pedra que li fa de llinda amb unes petites decoracions en la mateixa pedra. En conjunt és una casa molt senzilla però que conserva signes d'una època passada que fou millor per a ella.

## Història
Segurament és una petita masia feta en el segle xv o XVI. Ha sofert moltes transformacions i ara es troba en un estat molt degradat, serveix de quadra pels animals de pastura. L'exterior encara conserva elements que la poden definir, com la porta i les finestres, però l'interior està totalment enderrocat i tan sols queden algunes parets en peu. La coberta ha estat restaurada.